# ناکاگاوا، ناگانو
ناکاگاوا، ناگانو (به لاتین: Nakagawa, Nagano) یک منطقهٔ مسکونی در ژاپن است که در Kamiina District واقع شده‌است. ناکاگاوا ۷۷٫۰۵ کیلومترمربع مساحت و ۴٬۸۱۰ نفر جمعیت دارد.